# エイコシタダミ
エイコシタダミ（英子細螺）、学名 Gibbula eikoae はニシキウズ科に分類される殻高13mm、殻径11mmほどの巻貝の一種 。西太平洋の熱帯域に分布する。和名のエイコと学名の eikoae（＝エイコの…） は大阪府八尾市の貝類収集家・後藤芳央（ごとう よしひろ、1951-）の三女・英子への献名。後藤が記載者の一人Poppe の友人であったことによる。後半の「シタダミ」は磯などを這う小貝を指す古代からの語「しただみ」で、主に独楽型の貝類の和名によく使用される。

## 分布
熱帯西太平洋。
- 日本：沖縄県”沖大東瀬”東沖（水深 600-940m）[3]
- 台湾：澎湖島沖（水深 150-200m）[3]
- フィリピン：アリグアイ島沖（水深 50-200m）[1] - タイプ産地。

## 形態

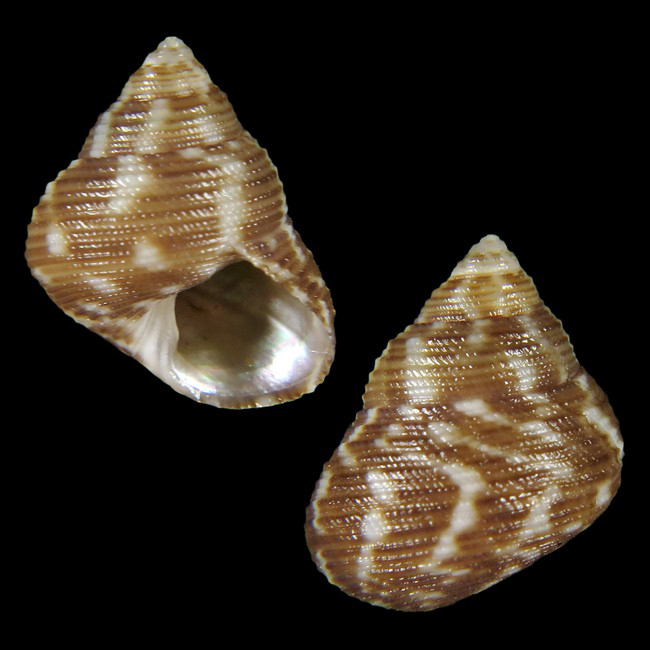
生貝標本

大きさと形
成貝では殻高（殻長）10-13mm前後、殻径8-11mm前後。やや高い独楽形で、円錐形の螺塔と丸みを帯びて角張る周縁と弱く膨らむ殻底とをもつ。各螺層はわずかに膨らむ。
彫刻
体層（最終層のこと）の上半部には約8本の螺肋があり、螺肋間には二次的な細い副肋もしばしば現れる。これらの螺肋の表面は成長線に区切られて明瞭な顆粒状となる。殻底にはほぼ同間隔の11本前後の螺肋がある。
殻口と臍孔
殻口の内側は銀白色の真珠層からなる。外唇は薄く単純。軸唇の下方近くには弱い歯状隆起がある。臍孔はごく小さく狭く開き、臍域は白色。
殻色
原殻は半透明白色。後成殻の基調色は褐色から帯緑淡褐色で、淡色の火焔彩が上面全体に現れる。殻底では火焔彩がやや乱れた斑模様になる。
蓋
本種については報告されていないが、このグループの蓋は薄い角質で、円形の多旋型である。
軟体
詳細不明。

## 生態
水深50m以深の砂泥底から知られる。その他の詳しい生態は不明。

## 分類
原記載
- 原記載名：Gibbula eikoae Poppe, Tagaro & Dekker, 2006
- 原記載文献：Visaya, Supplement 2, p.92, 190 [pl. 40, figs. 5a-5c] [1].
- タイプ産地：「The Philippines, Aliguay Island.」
- タイプ標本：
  - ホロタイプ　殻高 9.5mm・殻径 8.5mm.  フィリピン国立博物館所蔵。
  - パラタイプ 1　殻高 5.7mm・殻径 5.4mm. Conchology, Inc., Mactan Isl.（フィリピンに拠点を置く標本商）所蔵。
  - パラタイプ 2　殻高 13.3mm・殻径 11.6mm.  パリ自然史博物館所蔵（標本番号：Moll. 5348）。
  - パラタイプ 3　殻高 10.1mm・殻径 8.8mm. Conchology, Inc., Mactan Isl. 所蔵
  - パラタイプ 4　殻高 10.1mm・殻径 9mm. Conchology, Inc., Mactan Isl. 所蔵
  - パラタイプ 5　殻高 13.3mm・殻径 8.9mm. Conchology, Inc., Mactan Isl. 所蔵

属の分類
原記載時から一貫してアカクルマチグサ属 Gibbula に分類されている。ただしこの属に分類されてきた種は分子系統解析からは少なくとも3系のクレード（分岐群）とこれらとは独立した2系統の種を含む多系統群（もしくは側系統群）であるとされ、将来的には属のタイプ種であるアカクルマチグサ（欧州-北アフリカに分布）が含まれるクレード以外の種は別属に分類される可能性がある。本種についてもその可能性がある。
類似種

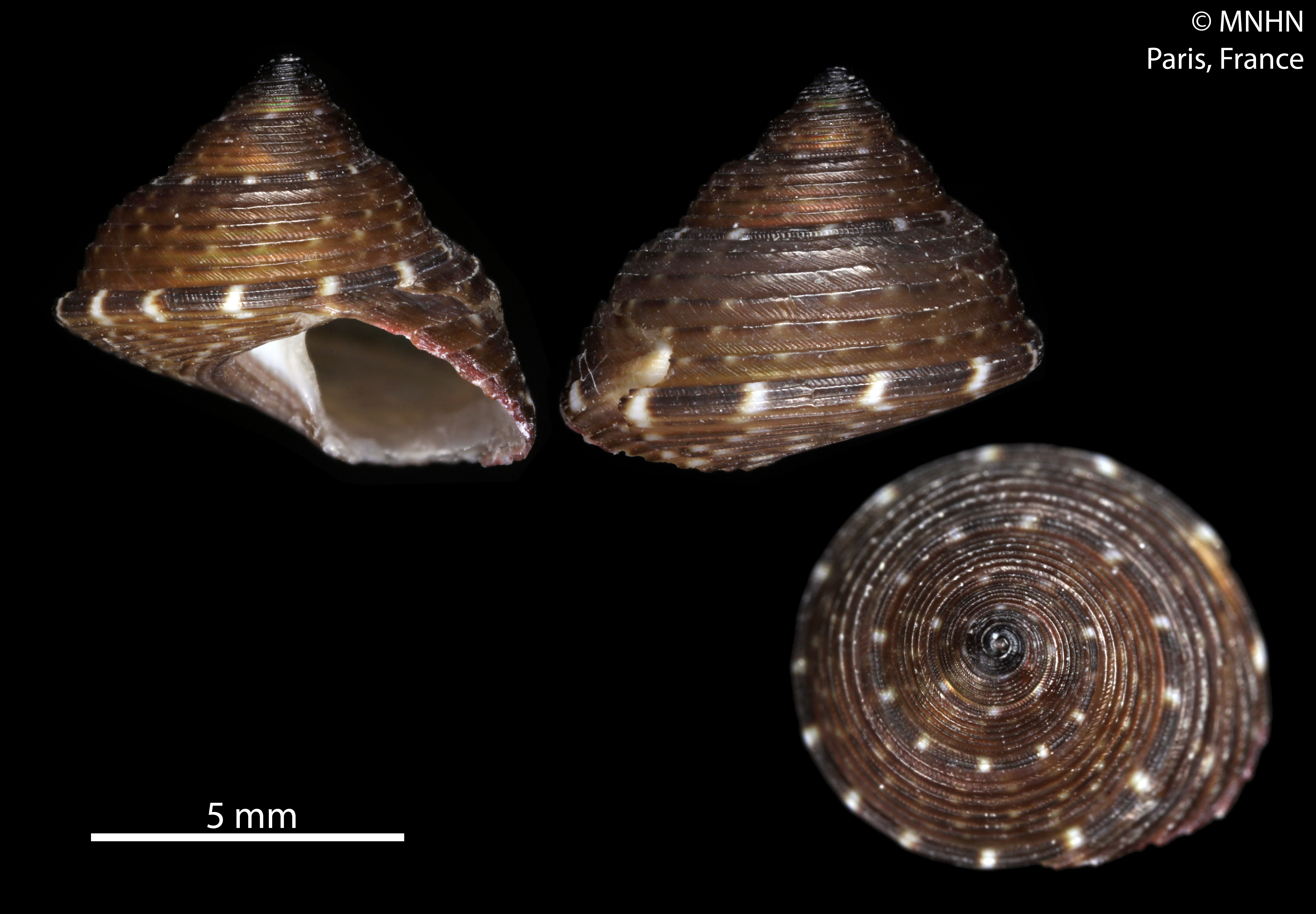
オウアトシタダミ
Gibbula houarti

- Gibbula houarti Poppe, Tagaro & Dekker, 2006 オウアトシタダミ[5]

本種はエイコシタダミの原記載において比較されている唯一の種である。本種は縫合が段状になること、螺肋が顆粒状にならないこと、螺塔がより低いこと、色彩が違うことなどでエイコシタダミと区別される。種小名の houarti はベルギーの貝類研究者ロラン・ウアール（Roland Houart、1947- ）への献名。鹿児島県種子島、沖縄県宮古島、フィリピンなどから知られる。

## 人との関係
特に知られていない。